# Timoraca divisa
Timoraca divisa är en fjärilsart som beskrevs av Rothschild 1917. Timoraca divisa ingår i släktet Timoraca och familjen tandspinnare. Inga underarter finns listade i Catalogue of Life.